# SN 1984B
SN 1984B – supernowa typu II-L odkryta 1 lutego 1984 roku w galaktyce M+09-19-19. W momencie odkrycia miała maksymalną jasność 17,00m.